# Алтинај Ашилмуратова
Алтинај Ашилмуратова (каз. Алтынай Абдуахимовна Асылмуратова) је руска примабалерина у пензији, садашња директорка балетске Ваганова академије у Санкт Петербургу.

## Биографија
Алтинај Ашилмуратова је рођена 1961. године у Алма-Ати, у Казахстану. Породица се сели у Санкт Петербург, где стиче образовање у чувеној Ваганова академији, на чијем челу се данас налази. Одмах након завршетка школовања добија ангажман у Киров балету Марински позоришта. Убрзо почиње да осваја први фах класичног балетског репертоара, и стиже до звања примабалерине.

## Гостовања
Током активне играчке каријере веома много је гостовала, била је стална гошћа-првакиња Ројал балета, Америкен балета, Националног балета из Марсеља. Гостовала је и на многим другим позорницама, тако да је практично била више цењена и тражена у иностранству него на својој матичној сцени.

## Улоге
- главни соло - „Силфиде"
- Жизела - „Жизела"
- Аурора, вила Јоргован - „Успавана лепотица"
- Маша - „Крцко Орашчић"
- Одета/Одилија - „Лабудово језеро"
- Рејмонда - „Рејмонда"
- Китри, Улична играчица - „Дон Кихот"
- Пакита - „Пакита"
- Никија - „Бајадера"
- Јулија - „Ромео и Јулија"
- Умирући лабуд и многе друге

## Крај каријере
Каријеру примабалерине завршила је 2000. године, када почиње да руководи Ваганова академијом.